# Acacia chartacea
Acacia chartacea é uma espécie de leguminosa do gênero Acacia, pertencente à família Fabaceae.